# Katarina Johnson-Thompson
Katarina Mary Johnson-Thompson (Liverpool, 9 gennaio 1993) è una multiplista e lunghista britannica, campionessa mondiale dell'eptathlon a Doha 2019 e Budapest 2023.

## Palmarès
| Anno                                  | Manifestazione          | Sede           | Evento         | Risultato  | Prestazione | Note                                                       |
| ------------------------------------- | ----------------------- | -------------- | -------------- | ---------- | ----------- | ---------------------------------------------------------- |
| In rappresentanza della Gran Bretagna |                         |                |                |            |             |                                                            |
| 2009                                  | Mondiali U18            | Bressanone     | Eptathlon      | Oro        | 5 750 p.    | Miglior prestazione mondiale stagionale under 18           |
| 2009                                  | Europei U20             | Novi Sad       | Eptathlon      | 8ª         | 5 375 p.    |                                                            |
| 2011                                  | Europei U20             | Tallinn        | Eptathlon      | 6ª         | 5 787 p.    |                                                            |
| 2012                                  | Mondiali U20            | Barcellona     | 100 m hs       | Semifinale | 13"94       |                                                            |
| 2012                                  | Mondiali U20            | Barcellona     | Salto in lungo | Oro        | 6,81 m      |                                                            |
| 2012                                  | Giochi olimpici         | Londra         | Eptathlon      | 13ª        | 6 267 p.    | Miglior prestazione personale                              |
| 2013                                  | Europei U23             | Tampere        | Eptathlon      | Oro        | 6 215 p.    |                                                            |
| 2013                                  | Mondiali                | Mosca          | Eptathlon      | 5ª         | 6 449 p.    | Miglior prestazione personale                              |
| 2014                                  | Mondiali indoor         | Sopot          | Salto in lungo | Argento    | 6,81 m      | Miglior prestazione personale                              |
| 2015                                  | Europei indoor          | Praga          | Pentathlon     | Oro        | 5 000 p.    | Record dei campionati · Record nazionale                   |
| 2015                                  | Mondiali                | Pechino        | Salto in lungo | 11ª        | 6,63 m      |                                                            |
| 2015                                  | Mondiali                | Pechino        | Eptathlon      | 28ª        | 5 039 p.    | Miglior prestazione personale stagionale                   |
| 2016                                  | Giochi olimpici         | Rio de Janeiro | Eptathlon      | 6ª         | 6 523 p.    | Miglior prestazione personale stagionale                   |
| 2017                                  | Mondiali                | Londra         | Salto in alto  | 5ª         | 1,95 m      | Miglior prestazione personale stagionale                   |
| 2017                                  | Mondiali                | Londra         | Eptathlon      | 5ª         | 6 558 p.    |                                                            |
| 2018                                  | Mondiali indoor         | Birmingham     | Pentathlon     | Oro        | 4 750 p.    | Miglior prestazione personale stagionale                   |
| 2018                                  | Europei                 | Berlino        | Eptathlon      | Argento    | 6 759 p.    | Miglior prestazione personale                              |
| 2019                                  | Europei indoor          | Glasgow        | Pentathlon     | Oro        | 4 983 p.    | Miglior prestazione mondiale stagionale                    |
| 2019                                  | Mondiali                | Doha           | Eptathlon      | Oro        | 6 981 p.    | Miglior prestazione mondiale stagionale · Record nazionale |
| 2021                                  | Giochi olimpici         | Tokyo          | Eptathlon      | dnf        | dnf         |                                                            |
| 2022                                  | Mondiali indoor         | Belgrado       | Pentathlon     | dnf        | dnf         |                                                            |
| 2022                                  | Mondiali                | Eugene         | Eptathlon      | 8ª         | 6 222 p.    | Miglior prestazione personale stagionale                   |
| 2023                                  | Mondiali                | Budapest       | Eptathlon      | Oro        | 6740 p.     | Miglior prestazione personale stagionale                   |
| 2024                                  | Europei                 | Roma           | Eptathlon      | dnf        | dnf         |                                                            |
| 2024                                  | Giochi olimpici         | Parigi         | Eptathlon      | Argento    | 6 844 p.    | Miglior prestazione personale stagionale                   |
| In rappresentanza dell' Inghilterra   |                         |                |                |            |             |                                                            |
| 2018                                  | Giochi del Commonwealth | Gold Coast     | Eptathlon      | Oro        | 6 255 p.    |                                                            |
| 2022                                  | Giochi del Commonwealth | Birmingham     | Eptathlon      | Oro        | 6 377 p.    | Miglior prestazione personale stagionale                   |